# Hacienda Cocoyoc

La  Antigua Hacienda Cocoyoc, ahora conocida como el Hotel Hacienda Cocoyoc
, es un hacienda resort privado ubicado en el estado de Morelos, México. En los siglos XVII y XVIII llegó a ser una de las Haciendas más importantes del país y está declarado como monumento histórico por el INAH

## Historia

### Época Prehispánica
Situada en el municipio de Yautepec, en el estado de Morelos, San José Cocoyoc es en la actualidad una antigua hacienda, que después del año de 1960 fue restaurada y adaptada para albergar a una extensa Hacienda Resort.
La historia conocida de San José Cocoyoc se remonta a los tiempos en que las tribus nahuas de los tlahuicas y xochimilcas, ocuparon los valles de Cuauhnáhuac y Huaxtepec.
De acuerdo con Peter Gerhard, los tlahuicas ocupaban la parte occidental de la región (que se extendía hasta Malinalco) y su centro político más importante era Cuauhnáhuac. Los xochimilcas se ubicaban en el centro y en la parte oriental. Conformaban los estados de Yauhtpec, Yacapixtlan, Tepuztlan, Ocuituco y Huaxtepec, siendo esta última la cabecera de la que dependían las demás. 
Las tierras de los valles, criaban guajolotes y perros escuintles y se dedicaban a la cacería, la pesca y la recolección. Los principales productos agrícolas alimenticios que sembraban eran maíz, frijol, diversas legumbres, frutas y granos, tales como el chile, calabaza, chayote, tomate, jitomate y cacao. En las zonas calurosas el principal cultivo era el algodón.
Su organización política y social era semejante a la de los demás pueblos del Altiplano Central. Estaban agrupados en estados locales (tlatocayotl), que a su vez dependían de los centros políticos y administrativos de Cuauhnáhuac y Huaxtepec.
El dominio mexica sobre la región inicia a fines del siglo XIV, cuando Acamapichtli logra someter al Señorío de Cuauhnáhuac. Al parecer, los señores mexicas sintieron el imperativo de lograr el dominio de esta región, para satisfacer sus expectativas de contar con el algodón que requerían para confeccionar su indumentaria, el cual se cultivaba en esta región.
De acuerdo con algunas fuentes, el señor mexica Huitzilíhuitl, deseoso de disponer de algodón que se cultivaba en Morelos, pidió la mano de Miahuaxihuitl, hija de Ozomatzinteuctli (Itzcoatzin o Tezcacohuatzin, según otras fuentes), señor de Cuernavaca y de Miyauaxiuitl, mujer de origen tolteca. Al serle negada recurrió a la guerra, logrando someter al señor de Cuauhnáhuac y desposar a su hija. De esta unión nació Moctezuma llhuicamina, quien años más tarde en su calidad de emperador mexica, desarrolló un gran aprecio por las fértiles tierras de sus ancestros.

### Época Colonial
Al consumarse la conquista de Tenochtitlan, en 1521, Cortes mostró de inmediato una decidida predilección por el territorio del actual estado de Morelos. Fundó la ciudad de Cuernavaca, en el poblado indígena de Cuauhnáhuac, y estableció su residencia en esta ciudad. Algunos años más tarde, el rey Carlos 1 de España le concedería el dominio sobre una inmensa propiedad, bajo el nombre de Marquesado del Valle, que abarcaba territorios en los actuales estados de Oaxaca, Guerrero, Morelos y el propio Distrito Federal.
Conociendo la demanda que existía en España y en el resto del continente europeo, por el azúcar refinado, Cortés introdujo el cultivo de este vegetal, de origen árabe, estableciendo un trapiche en el valle de Cuernavaca, que sería el segundo de su tipo en la Nueva España. Pronto descubriría que los terrenos de este valle ofrecían inmejorables condiciones para el cultivo de la caña de azúcar y para el establecimiento de trapiches o ingenios, que requerían de las abundantes corrientes de agua existentes en esta zona.
Ante el ejemplo del Marqués del Valle, y en virtud de las mercedes de tierra otorgadas por el rey y de los censos perpetuos concedidos por Hernán Cortes y sus descendientes, en la segunda mitad del siglo XVI y en la primera del siglo XVII, surgieron en esta zona una infinidad de trapiches o ingenios.
En lo que respecta a San José Cocoyoc, las fuentes consultadas sitúan la formación del trapiche y de la hacienda a principios del siglo XVII. En este sentido se hace mención de que por estos años se otorgó un censo perpetuo a Isabel Ruiz y Francisco Bernal, para media caballería de tierra en Guajoyuca (que más tarde sería anexada a Cocoyoc).
También se menciona que "el 22 de junio de 1619 Francisco de Sequera obtuvo licencia para transformar el trapiche que tenía en términos de Cocoyoque, en el camino que pasaba por Guastepec"
Lo cierto es que, de acuerdo con la investigación realizada por Gisela Von Woebeser, en torno a las haciendas azucareras del estado de Morelos, fue el almirante Pedro de Izagufrre quien estableció la Hacienda y trapiche de San José Cocoyoc, en la segunda década del siglo XVII, al adquirir los predios de Tlacomille y Guanacastitlán, que pertenecían a Francisco de Sequera, una propiedad de caballería que pertenecía al escribano de Cuautla Mené Pérez Solís, así como tierras que pertenecían a Diego Ferralde, quien las había a su vez comprado al Convento de Santo Domingo de Oaxtepec.
Adicionalmente, el almirante Izaguirre, había realizado una valiosa adquisición, al comprar a la cacica India María Cantia, la propiedad de Xalmile, que contaba con una presa, un apantle y un acueducto, que permitían traer agua de la barranca de Tecuaque.
Al morir Izaguirre, la hacienda sería heredada por su viuda, la Sra. Nicolasa de Izaguirre, en tanto que en el año de 1655 sabemos que pertenecía a Catalina de Ordaz, quien en aquel año perdió un juicio ante los frailes de San Hipólito, dueños de la vecina Hacienda del Hospital.
Va a ser en el siglo XVIII que San José Cocoyoc logre un notable crecimiento y desarrollo, convirtiéndose en una de las empresas azucareras más exitosas de la región. Hay que mencionar que entre los años de 1711 y 1714, Cocoyoc va a registrar una importante expansión, con la anexión de la vecina hacienda de Pantitlán.

### Crisis azucarera
A lo largo del periodo colonial, la actividad de las haciendas azucareras se vio sujeta a situaciones de inestabilidad que afectaron su operación. En primer Iugar, a fines del siglo XVI la Corona prohibió toda exportación de azúcar desde la Nueva España, lo que determinó que toda la producción fuera reorientada hada el mercado interno. De la misma manera, en 1714, prohibió la producción de aguardiente, producto que constituía una parte importante de la economía de los Ingenios. Al igual que otras ramas productivas, la producción azucarera padeció en el siglo XVIII las consecuencias de una sobreproducción aunada a una baja de la demanda del producto, lo que provocó la caída de los precios y la consecuente crisis de las haciendas.
Durante el siguiente siglo la hacienda Cocoyoc vino a estar entre las doce plantaciones productoras de azúcar más importantes de todo país y a principios del siglo XIX su importancia creció con la instalación de nueva maquinaria y una rueda hidráulica en la refinería de azúcar trayendo el agua de fuentes vecinas por un acueducto que aun esta en servido.

### sigloXIX
En 1785, la hacienda fue adquirida por el habilitador de minas, Antonio Velasco de la Torre, en tanto que en 1801 era heredada por su hijo, Antonio Velasco de la Torre, con quien se inicia una etapa de expansión. Velasco obtiene un préstamo de 30,000 pesos para realizar mejoras a la hacienda y en el ano de 1823 introduce el cultivo del café. Conocido como el "café de Velasco", llegaría a tener muy buena aceptación en la región y en la propia Ciudad de México.
A la muerte de Antonio, la hacienda es heredada por sus tres hijas, Margarita, Josefa y Guadalupe, quienes sin embargo no logran tener el éxito que su padre había logrado y terminan por perder la propiedad por deudas, frente al conocido hacendado de la región, Juan Goríbar, quien es a su vez el propietario de la vecina hacienda de Casasano.
Es en esta época que la hacienda es visitada por Frances Elskine Inglis Calderón de la Barca, quien realiza una interesante descripción de la misma.
Tras la muerte de Juan Goríbar, la hacienda es heredada por su hijo Jesus Goríbar, quien en 1875 la vende a Isidoro de la Torre, quien a su vez era el dueño de las haciendas vecinas de San Carlos Borromeo y San Nicolás Pantitlán. Años después la propiedad sería heredada por su hijo Tomas de la Torre, quien tendrá que padecer la disolución y desaparición definitiva de la Hacienda, ante el reparto agrario que se lleva a cabo como producto de la Revolución Mexicana, que hará posible la creación de 13 ejidos.
Como era común en estos casos, tras la ejecución del reparto agrario, el casco de la hacienda quedó en el abandono, hasta que en el ano de 1957, un empresario de bienes raíces, el señor Paulino Rivera Torres, la adquirió, iniciando a partir de aquel momento su restauración y habilitación, con miras a la creación de un original hacienda resort que habría de ser inaugurado en el año de 1967 y que permanece ofreciendo este servido hasta el momento actual.

### Madame Calderón de la Barca en San José Cocoyoc
En febrero de 1841, la Sra. Frances Erskine Inglis de Calderón de la Barca, como parte de un largo viaje por el campo y poblados del centro de la República Mexicana, visita la Hacienda de San José Cocoyoc y escribe un breve y emocionado relato sobre la impresión que le causa esta visita.
Madame Calderón de la Barca fue atendida por don Juan Goribar, propietario de la hacienda, quien la llevó a conocer los espacios más representativos de su hacienda como el trapiche, el molino de café y la fábrica de aguardiente. Pero lo que más impacto a esta visitante inglesa fueron los naranjales, con cerca de tres mil £árboles, los árboles frutales, los múltiples arroyos y las flores. En su relato exclama emocionada que "nunca había yo contemplado una vista tan hermosa".
A través de su relato, Madame Calderón de la Barca nos confirma que, tras las etapas críticas que atravesó la propiedad cuando eran dueñas de ella las hijas de don Antonio Velasco de la Torre, San José Cocoyoc se encontraba en una etapa de esplendor, al calificar a sus instalaciones industriales como "de primer orden" y al describir la belleza y la perfección de sus árboles frutales.

### sigloXX
La Hacienda Cocoyoc siguió creciendo y prosperando hasta que estalló la revolución de 1910, cuando el líder agrario Emiliano Zapata, nativo de Morelos y que estableció su cuartel general en la vecina Cuautla, declaró la guerra a todas las haciendas azucareras. Cuando la revolución terminó por fin once años más tarde la Hacienda Cocoyoc quedó reducida por la distribución de sus tierras entre los granjeros y campesinos y lo que restaba, 68 hectáreas fue adquirido en 1957 por el señor Paulino Rivera Torres, quien ahora ha realizado su sueño de convertir una porción de esta propiedad, unas 28 hectáreas en un soberbio y bien provisto Hacienda Resort llamado" El Paraíso de América."

## Infraestructura

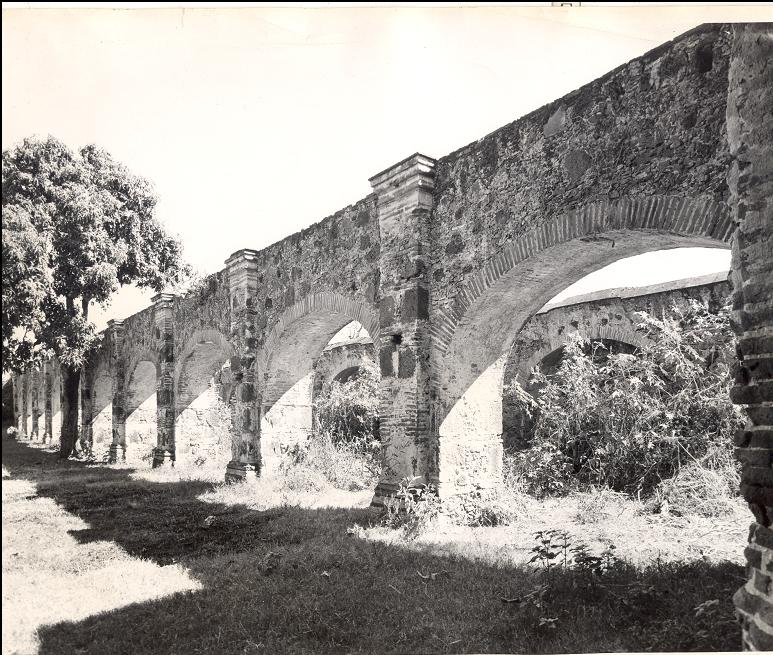
El Acueducto.

Al igual que otras en Morelos haciendas vecinas como Tlayacapan, Tepoztlán o Tlaquiltenango, la de San José Cocoyoc fue edificada imitando a las fortalezas europeas medievales. Esto se debía al simple hecho de que no había en aquella época los suficientes alarifes que pudieran realizar el diseño arquitectónico de una hacienda.

### El Ingenio
En esa época se nombraban ingenios a aquellos establecimientos que tenían aparatos o máquinas complejas movidas por tracción animal o hidráulica. Estas requerían de un trabajo muy especializado y del "ingenio" de un especialista para construirlas y para repararlas. De ahí que, por extensión en general, las palabras ingenios o artes en estos siglos eran sinónimas de "maquinas complejas".

### La casa (hacienda)

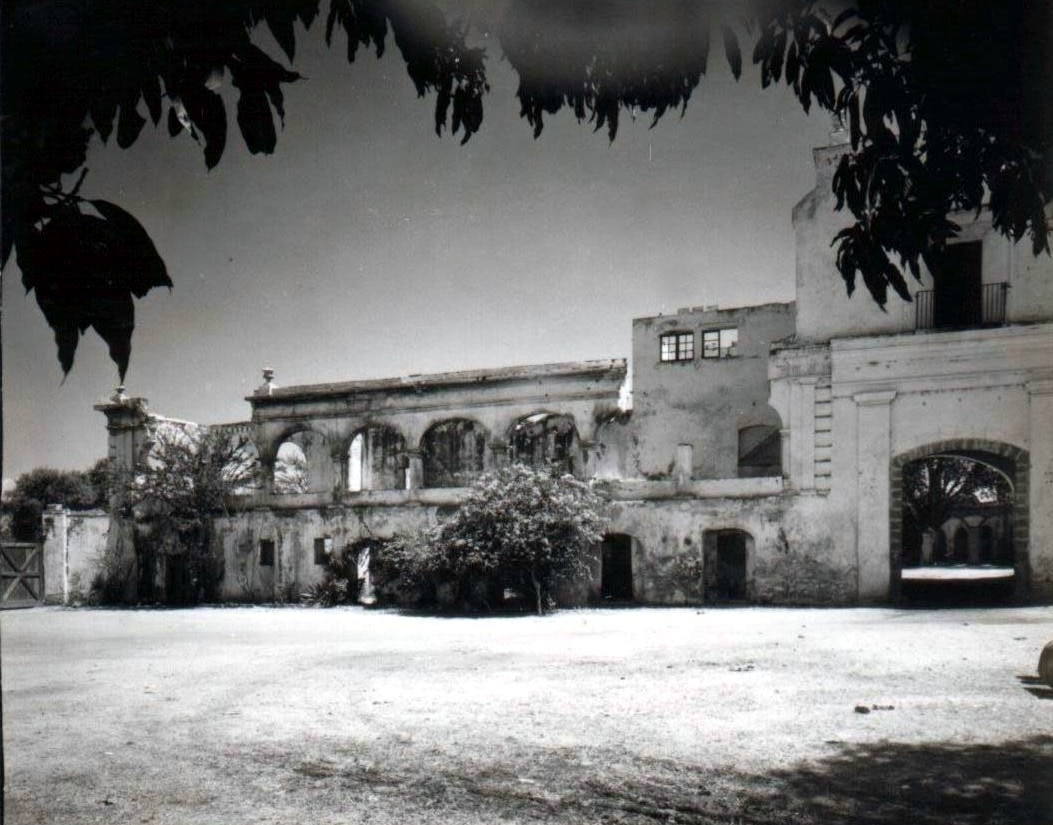
El Casco de la Hacienda.

Siguiendo el patrón de la hacienda en la Nueva España, hay que considerar que la hacienda de San José Cocoyoc era una gran propiedad que reunía los espacios arquitectónicos, la maquinaria y los trabajadores necesarias para constituir una unidad económica autosuficiente, en la que incluso se ejercía la autoridad judicial y se decidía quien castigar y cómo, lo que se traducía en la existencia de una cárcel dentro de la hacienda.

### La Casa Principal
Durante la Colonia y el siglo XIX, las casas de gente económicamente poderosa, tanto en las ciudades como en el campo, constaban de una parte baja y de una alta ordenadas en torno a un patio central o con un huerto frontal. Las recámaras se ubican en la parte de arriba, así como las demás habitaciones de los dueños o sus invitados, salas y despensas, almacenas, etcétera. En la parte de abajo se encontraban la cocina, junto a una pila de agua en el patio, cuartos y espacios dedicados o al comercio, la tienda o espacios de la misma producción (purgar) u oficinas de artesanos, caballerizas o corrales; incluso se integraba ahí la cárcel, calabozo donde encerraban a los trabajadores que según el dueño o su representante habían cometido alguna falta.
Claro esta, al igual que en otras tantas haciendas, hoy en día no encontramos rastro de las habitaciones de los indios y esclavos, porque estas se encontraban fabricadas con materiales perecederos.

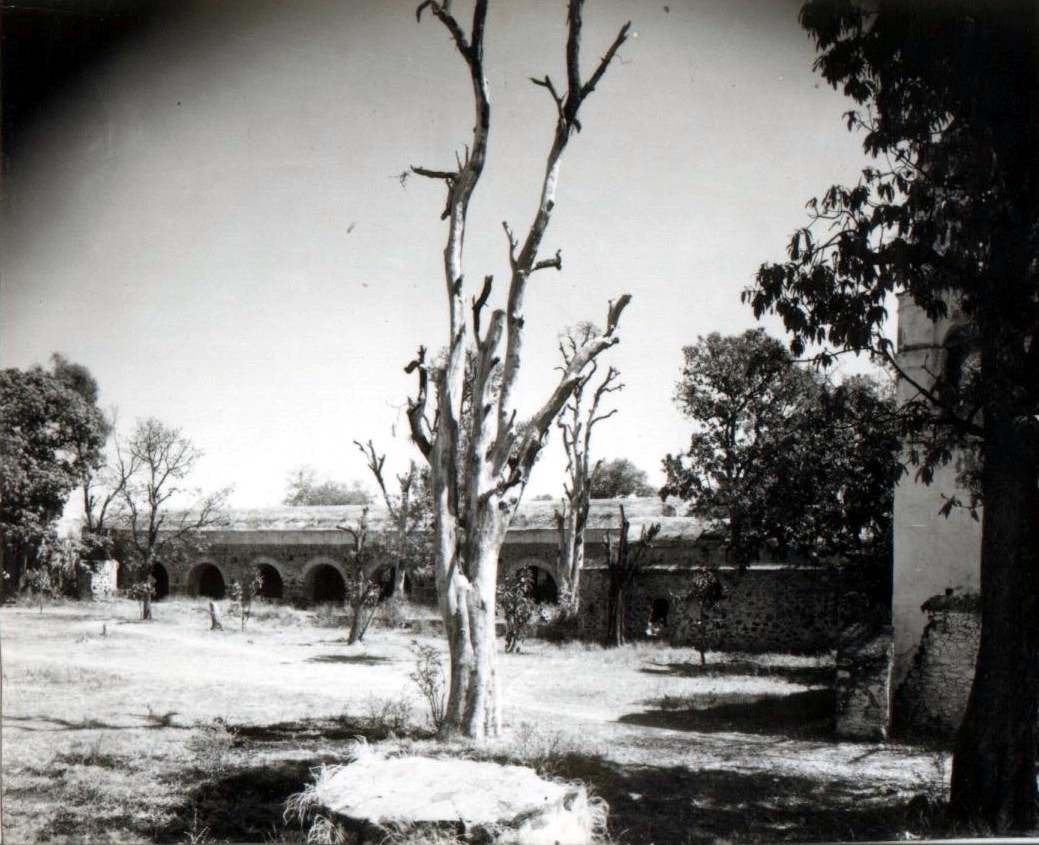
La Casa y la Capilla.

### La Capilla
La edificación de esta estaba estrechamente ligada con el estatus social y económico del dueño, pues en aquella época no podía haber un ingenio próspero sin una capilla o iglesia que representara ese apogeo.

### El Trapiche o Molienda

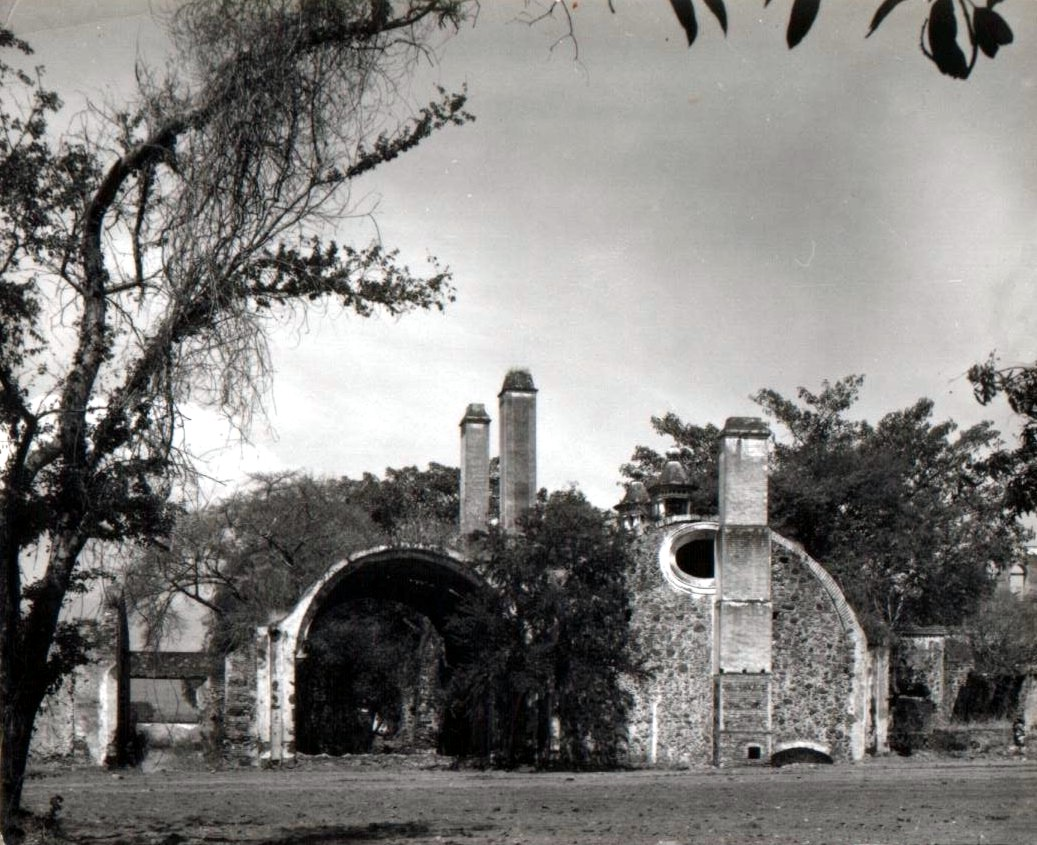
El Trapiche.

La Hacienda de San José Cocoyoc estaba dedicada en lo fundamental al cultivo y procesamiento de la caña de azúcar, para obtener el grano de azúcar que sería vendido tanto en el mercado nacional como en el internacional.
El procesamiento de la caña de azúcar se lograba a través de un complejo proceso que daba inicio en el trapiche, a donde llegaban las cañas recién cortadas, que eran introducidas por un operario en el trapiche. Las cañas eran trituradas por la acción de dos ruedas hidráulicas encontradas, obteniéndose el jugo de la caña, que a su vez era conducido por canales de madera al cuarto de calderas. Por otra parte, las cañas o fragmentos de caña que quedaban después de este proceso eran prensadas en una prensa de grandes dimensiones, para obtener el jugo que no se había logrado mediante la acción del trapiche.
En el cuarto de calderas, el jugo era vertido en 5 o 6 calderas, que recibín el calor de grandes hornos --de 3 a 4 m de altura--  denominados hornallas, con lo que el jugo de la caña se calentaba y concentraba. En la última de estas calderas, llamada tacho, se le daba el punto al melado. De las calderas, el jugo obtenido era conducido a la Casa de purga y vertido en formas de barro que llevaban una perforación en la parte inferior, tapada con hoja de plátano. En estos recipientes de barro, el azúcar cristalizaba, obteniéndose, por escurrimiento, una miel que volvía a ser vertida sobre los panes de azúcar logrando con ello purgar o blanquear el azúcar.
Por último, los trozos de azúcar cristalizados eran colocados en un asoleadero, en el que concluía el proceso de secado, quedando lista para el consumo humano.
Es importante hacer notar que en las haciendas azucareras de la Nueva España, en el siglo XVII se usó preferentemente la molienda de agua con rueda hidráulica, en combinación con la prensa, en tanto que en el siglo XVIII, se hizo común el uso del trapiche con tracción animal.

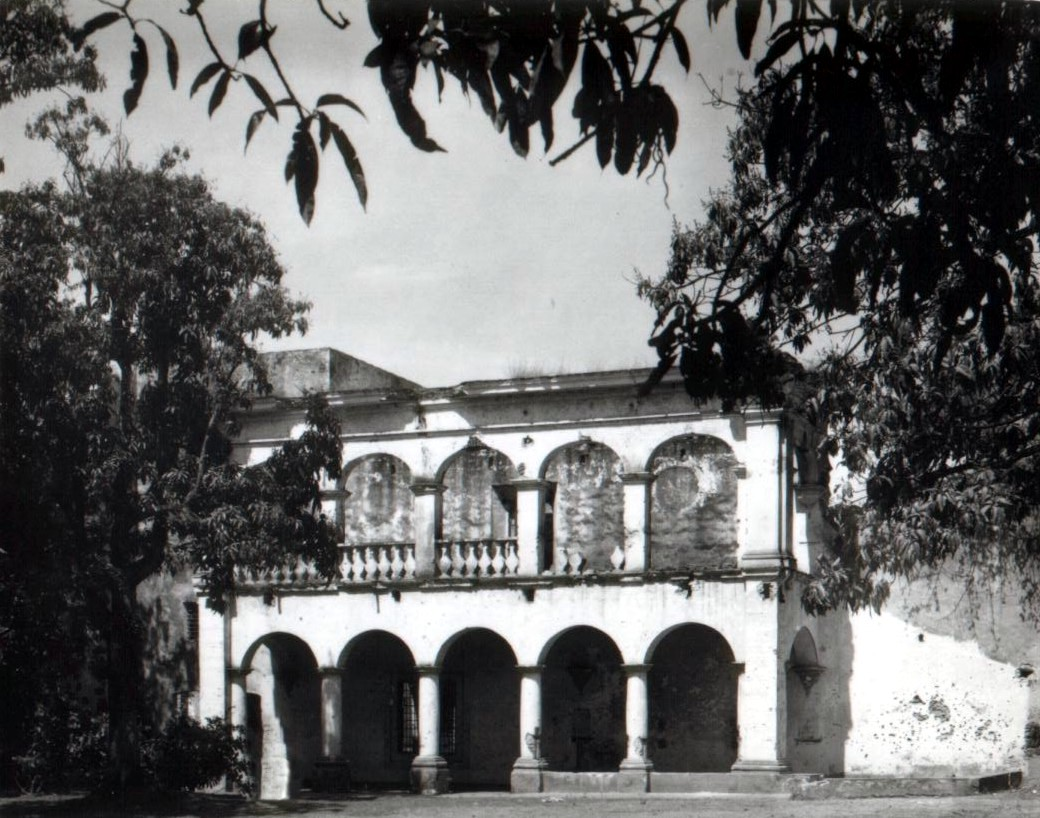
La Casa del Administrador.

### El Valor de la Hacienda
Es importante señalar que de acuerdo con los estudios realizados por la Dra. Gisela Von Woebeser, especialista en haciendas azucareras del estado de Morelos, San José Cocoyoc fue una de las haciendas de más valor que había en la región y en una época ocupó el primer lugar. Y señala asimismo que "los grandes ingenios eran equiparables, en cuanto a su valor, a las propiedades pertenecientes a los miembros más destacados de la elite terrateniente de la ciudad de México, fluctuando entre 75,000 y 15,00 pesos".

## El Trabajo
El procesamiento de la caña de azúcar en este tipo de hacienda, requería de una variedad de trabajadores especializados para llevarlo a cabo:

### Administradores
Administrador: por lo común un pariente del dueño;
Mayordomo: encargado de hacer cumplir las órdenes del administrador

### En el Campo
Caporales, Capitanes, Regadores, Planteros, Cortadores, Carretoneros, Alzadores de caña

### En el Trapiche
Molenderos, Maestro de azúcar, Caldereros o meleros, Trapicheros, Homeros, Ceniceros, Maestro de purga, Oficiales artesanos: carpinteros, formeros, herreros.
Uno de los mayores problemas que enfrentó el hacendado azucarero en la época colonial fue la mano de obra. Los primeros ingenios o trapiches emplearon mano de obra indígena que les proporcionaba su propia encomienda. Emplearon también a indios rebeldes que habían sido sometidos a la esclavitud y recurrieron al repartimiento forzoso de indios. Sin embargo, el empleo de mano de obra indígena se vio obstaculizado por el dramático descenso de la población Indígena que se dio en especial en el siglo XVI y por las restricciones impuestas por las autoridades virreinales que privilegiaron el empleo de la mano de obra indígena para el sector minero.
Ante las dificultades que enfrentó el empleo mano de obra indígena, los hacendados recurrieron a la compra de esclavos de origen africano.
Estos esclavos realizaban una diversidad de trabajos, desempeñándose como trapicheros, prenseros, horneros, caldereros, ceniceros y artesanos. Llevaban a cabo también las labores del campo, ganadería y pastoreo, o bien se desempeñaban como cocheros, carretoneros y arrieros. Las mujeres esclavas, por su parte, realizaban trabajos como cocinar, cuidar niños e impartirles el catecismo. La compra de esclavos solía representar una muy fuerte inversión monetaria para el hacendado y era común que el mayor valor de los ingenios azucareros lo representaran precisamente sus esclavos y no la maquinaria y la tierra.
La esclavitud en las haciendas no estaba exenta de maltratos y crueldad. Vivían en chozas miserables y no podían salir nunca de los límites de la hacienda. Para garantizar la permanencia de los esclavos, estos solían ser marcados como las reses, con hierro candente en el rostro. Sus condiciones de vida eran tan deplorables, que muchos de ellos morían víctimas de enfermedades, en tanto que algunos elegían el suicidio para terminar con su sufrimiento. Y era común que evitaran tener hijos, para evitarles a estos las penas a las que serían sometidos.
De entre los esclavos de los ingenios azucareros, llama la atención la situación que guardaban quienes desempeñaban el cargo de Maestro de azúcar, puesto que este trabajo requería de experiencia. Este trabajador tenía que reconocer cuando estaba en su punto justo el jugo de la caña de azúcar hirviendo y que había estado en las diferentes calderas o pailas de cobre. Motivó que su condición fuera de gran consideración respecto del resto de los trabajadores tanto esclavos como libres e, incluso en algunos casos llegaran a disponer de un poder y respeto tal que se los veía como brujos.